# 2004 MV8
2004 MV8, também escrito como 2004 MV8, é um objeto transnetuniano que está localizado no Cinturão de Kuiper, uma região do Sistema Solar. Ele possui uma magnitude absoluta de 7,0 e tem um diâmetro estimado com 175 km.

## Descoberta
2004 MV8 foi descoberto no dia 24 de junho de 2004 pelo astrônomo B. Gladman.

## Órbita
A órbita de 2004 MV8 tem uma excentricidade de 0,173 e possui um semieixo maior de 47,117 UA. O seu periélio leva o mesmo a uma distância de 38,957 UA em relação ao Sol e seu afélio a 55,277 UA.